# Reichersdorf (Kirchanschöring)
Reichersdorf ist ein Gemeindeteil von Kirchanschöring im oberbayerischen Landkreis Traunstein.

## Geschichte
In der 934 erstmals genannten Einöde stand im Mittelalter eine Burg. Die Herren von Reichersdorf waren im 12. Jahrhundert Eigenleute des Erzbischofs von Salzburg.
Im 14. Jahrhundert wurde der erste Vikar in Reichersdorf ansässig, der dem Augustiner-Chorherrenstift St. Zeno in Reichenhall unterstand. In den folgenden Jahrhunderten entwickelte sich ein Pfarrökonomiehof der Pfarrgemeinde Petting mit Pfarrhaus, Benefiziatenhaus, Ökonomiegebäuden und Stadeln sowie einer eigenen Kapelle.

## Baudenkmäler

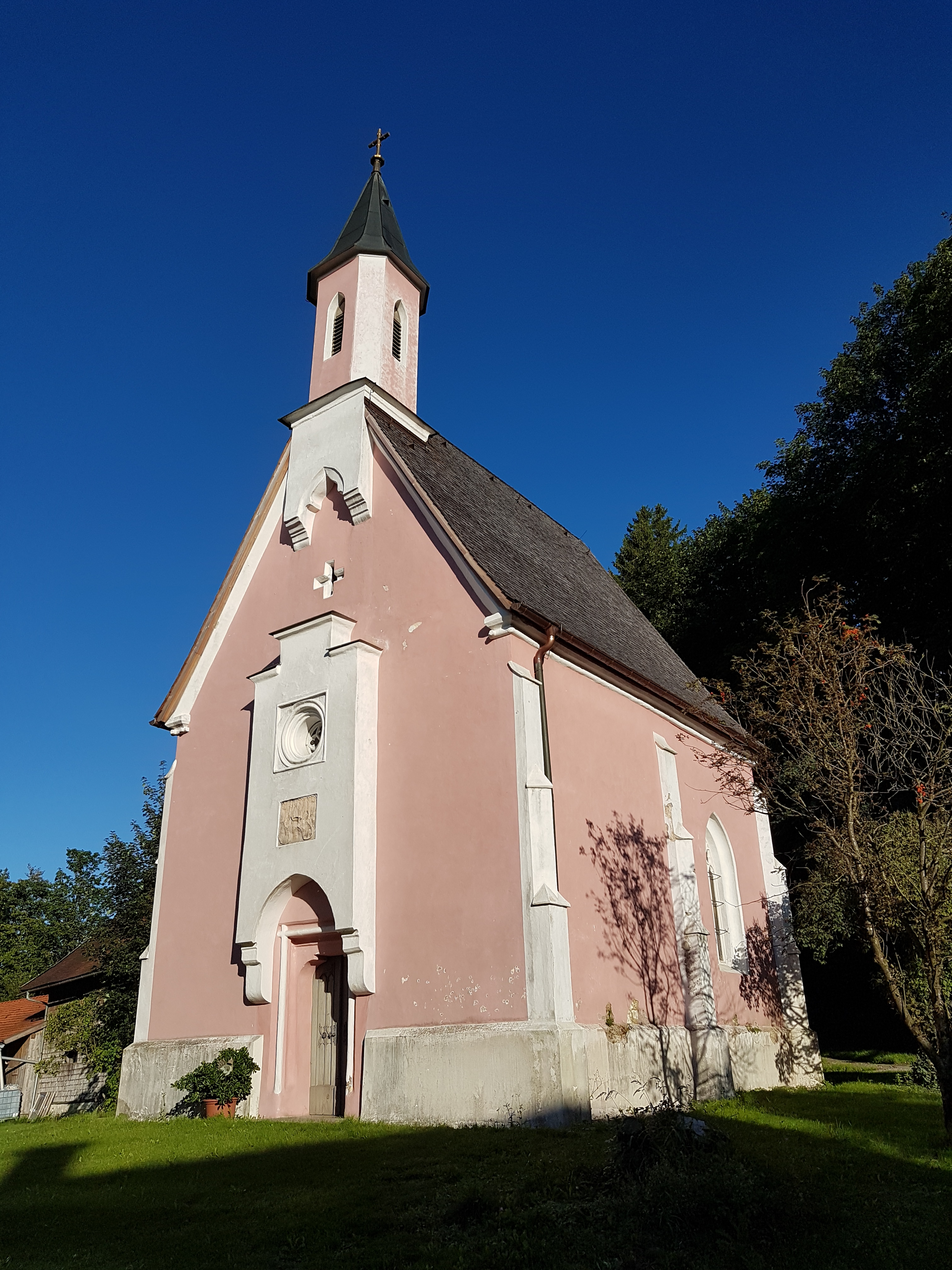
Kirche St. Anna

Siehe: Liste der Baudenkmäler in Kirchanschöring#Weitere Ortsteile
- Kirche St. Anna (1500) mit neugotischer Ausstattung.

## Bodendenkmäler
Siehe: Liste der Bodendenkmäler in Kirchanschöring